# MKS Dąbrowa Górnicza
O Miejski Klub Sportowy Dabrowa Górnicza é um clube profissional de Basquetebol localizado em Dabrowa Górnicza, Polónia que atualmente disputa a Liga Polonesa (PLK). Manda seus jogos na Hala Centrum com capacidade para 2.944 pessoas. 

## Histórico de temporadas
| Temporada | Nível | Liga   | Pos.                          | V/D                           | PL                            | Resultado                     | Copa da Polônia   | Competições europeias | Competições europeias |
| --------- | ----- | ------ | ----------------------------- | ----------------------------- | ----------------------------- | ----------------------------- | ----------------- | --------------------- | --------------------- |
| 2010-11   | 2     | I Liga | 2                             | 23-7                          | 4-4                           | Semifinais                    |                   |                       |                       |
| 2011-12   | 2     | I Liga | 7                             | 16-12                         | 5-3                           | Semifinais                    |                   |                       |                       |
| 2012-13   | 2     | I Liga | 2                             | 20-10                         | 0-3                           | Quartas de finais             |                   |                       |                       |
| 2013-14   | 2     | I Liga | 5                             | 17-9                          | 1-3                           | Quartas de finais             |                   |                       |                       |
| 2014-15   | 1     | PLK    | 11                            | 10-20                         |                               |                               |                   |                       |                       |
| 2015-16   | 1     | PLK    | 10                            | 14-18                         |                               |                               | Quartas de finais |                       |                       |
| 2016–17   | 1     | PLK    | 6                             | 20-12                         | 0-3                           | Quartas de finais             | Quartas de finais |                       |                       |
| 2017–18   | 1     | PLK    | 6                             | 20-12                         | 0-3                           | Quartas de finais             | Quartas de finais |                       |                       |
| 2018–19   | 1     | PLK    | 6                             | 17-13                         | 1-3                           | Quartas de finais             | Semifinais        |                       |                       |
| 2019-20   | 1     | PLK    | Cancelado - Pandemia COVID-19 | Cancelado - Pandemia COVID-19 | Cancelado - Pandemia COVID-19 | Cancelado - Pandemia COVID-19 |                   |                       |                       |
| 2020-21   | 1     | PLK    | 9º                            | 14-16                         |                               |                               |                   |                       |                       |
| 2021-22   | 1     | PLK    | 14º                           | 10-20                         |                               |                               |                   |                       |                       |
| 2022-23   | 1     | PLK    | 11º                           | 11-19                         |                               |                               |                   |                       |                       |
| 2023-24   | 1     | PLK    | 7º                            | 16-14                         | 1-3                           | Quartas de finais             |                   |                       |                       |
| 2024-25   | 1     | PLK    | 14º                           | 11-9                          |                               |                               |                   |                       |                       |
| 2025-26   | 1     | PLK    |                               |                               |                               |                               |                   |                       |                       |

fonte:eurobasket.com

## Artigos relacionados
- Liga Polonesa de Basquetebol
- Seleção Polonesa de Basquetebol